# Antônio Ivo
Antônio Ivo de Medeiros (Santa Luzia, 19 de maio de 1948 – João Pessoa, 16 de dezembro de 2008) foi um  médico e político brasileiro. Exerceu 3 mandatos como deputado estadual pela Paraíba e foi prefeito de sua cidade natal de 1977 a 1982 e entre 2005 e 2008. Era conhecido popularmente como "Biscoitão".

## Biografia como político
Sua primeira experiência na política foi como prefeito de Santa Luzia, onde foi eleito no ano de 1976 com 2.367 votos, pelo partido MDB, exercendo o mandato até ser cassado pelo Tribunal de Contas do estado. O cargo foi assumido pelo segundo colocado na eleição, Ernani da Veiga Pessoa, que obteve 1.796 votos, pelo partido ARENA.
Em 1986, candidata-se a deputado estadual pelo PMDB, conquistando 11.817 votos e ficando em 21º lugar entre os eleitos. Nas eleições de 1990, pelo PDS, reelegeu-se ao obter 10.734 votos, e 4 anos depois recebeu sua maior votação (13.279 sufrágios) para deputado estadual, o qual foi eleito para um terceiro mandato. Em 1998, embora tivesse novamente uma votação razoável (12.647 votos), não conseguiu se reeleger para mais 4 anos na Assembleia Legislativa.
Nas eleições de 2002, Antônio Ivo tentou voltar para a ALPB novamente pelo PMDB, sem sucesso. Em 2004, foi eleito prefeito de Santa Luzia pela segunda vez, com 4.992 votos do eleitorado municipal. Na eleição de 2008, preferiu não disputar a reeleição após fazer um acordo com o grupo do então senador Efraim Morais, cedendo sua vaga ao deputado Ademir Morais (primo de Efraim).

## Biografia como médico
Universidade Federal da Paraíba - Curso  Médico - Faculdade de Medicina 1969-1974
* Atividades entre o termino do curso científico e ingresso na Universidade Federal da Paraíba.
1967-1968
- Curso de Formação de Oficiais da Reserva do Exército - NPOR.
- Professor em Santa Luzia:
- Português - História Geral - Sociologia - Ciências Naturais

*Atividades durante o Curso Médico - 1969 - 1974
- Estagiário no Hospital Souza Aguiar, Rio de Janeiro - RJ (6ºano)
- Estagiário do Banco de Sangue da Maternidade Cândida Vargas - João Pessoa - PB
- Estagiário do Hospital Pronto Socorro
- Estagiário da Maternidade Cândida Vargas
- Estagiário do Hospital Santa Izabel
- Durante o Curso de Formação Médica, participou de vários eventos (jornadas médicas, simpósios, seminários, curso de especialização e congressos)
- Orador Oficial da Turma de Medicina.
- Professor de Ciências Naturais, Biologia e História.

*Atividades Acadêmicas: Pós Graduação
- 1975 - 1976 Residência Médica no Serviço de Cirurgia Geral do Hospital Souza Aguiar no Rio de Janeiro - RJ
- 1975 Chefe da residência médica de cirurgia
- 1976 Chefe da residência médica do Hospital  Souza Aguiar
- 1980 - 1982 Chefe do Serviço de Cirurgia da Casa de Saúde de Remanso - BA
- 1983 - 1986 Diretor do Hospital Regional Terezinha Nunes - São João do Piauí - PI
- (por pouco tempo) - Médico em Porto Velho - RO e Jacundá - PA
- 1977 - 1978 Plantonista do Hospital Antônio Targino em Campina Grande - PB
- 1977 - 1980 Plantonista do Hospital do FUNRURAL em Juazeirinho - PB
- Plantonista do Hospital FUNRURAL em Soledade - PB
- Plantonista da Clínica Santa Luzia em Patos - PB
- Cirurgião no Hospital e Maternidade Sinhá Carneiro em Santa Luzia - PB

## Desempenho eleitoral
| Ano  | Cargo                        | Votos  | Partido | Resultado  |
| ---- | ---------------------------- | ------ | ------- | ---------- |
| 1976 | Prefeito de Santa Luzia      | 2.367  | MDB     | Eleito     |
| 1982 | Deputado estadual da Paraíba | 8.640  | PMDB    | Suplente   |
| 1986 | Deputado estadual da Paraíba | 11.817 | PMDB    | Eleito     |
| 1990 | Deputado estadual da Paraíba | 10.734 | PDS     | Eleito     |
| 1994 | Deputado estadual da Paraíba | 13.279 | PMDB    | Eleito     |
| 1998 | Deputado estadual da Paraíba | 12.647 | PMDB    | Suplente   |
| 2000 | Prefeito de Santa Luzia      | 4.161  | PMDB    | Não eleito |
| 2002 | Deputado estadual da Paraíba | 13.308 | PTdoB   | Não eleito |
| 2004 | Prefeito de Santa Luzia      | 4.992  | PTB     | Eleito     |

## Morte
Em 16 de dezembro de 2008, próximo do final de seu mandato, Antônio Ivo foi encontrado numa sala da Casa Civil, em João Pessoa, com um tiro no peito. Embora tivesse sido socorrido para o hospital da Unimed, não resistiu e veio a falecer, aos 60 anos de idade. O suicídio estaria relacionado a dívidas contraídas em jogos ou por desorganização das finanças.
Seu corpo foi velado na Assembleia Legislativa e também em sua cidade, onde foi sepultado.
Antônio Ivo era casado com Terezinha Medeiros, com quem teve três filhos: Ivo, Mônica e Natália.